# カヴェナンター巡航戦車
巡航戦車 Mk.V カヴェナンター（A13 Mk.III）（Tank, Cruiser Mk V, Covenanter（A13 Mk.III））は、巡航戦車 Mk.IV（Cruiser Mk.IV）の改良型車両として、1940年に開発されたイギリスの巡航戦車である。

## 概要
1939年にイギリス陸軍の要求に基づいて、A13系巡航戦車（巡航戦車 Mk.III、巡航戦車 Mk.IV）を軍要求に合うよう改良することが決定し、LMS鉄道会社によって開発が行われた。この改良型巡航戦車にはA13 Mk.IIIの形式と共に「カヴェナンター（清教徒革命時に議会派と同盟したスコットランドの勢力）」という名称が与えられた。以後、イギリス軍巡航戦車には「Cruiser」の頭文字である「C」で始まる名称が与えられることとなり、巡航戦車のカテゴリーが廃止された戦後でも、コンカラー、センチュリオン、チーフテン、チャレンジャーと「C」で始まる名称が継続して使用されている）。
軍の要求であった「できる限り車高を低くすること」を達成するために、車高を抑えられるメドウス水平対向エンジンが搭載されることとなった。しかし搭載スペースに余裕が無かったため、後部に搭載されたエンジンに対してラジエーターと冷却用吸気口が車体前部に搭載されるという特異なレイアウトとなり、後に冷却不足という問題を引き起こしてしまうこととなった。
また、このラジエーター配置のため冷却配管が車内を通る事になり、稼働中は車内温度が40度を超す事態を招いてしまい、「エンジンより先に乗員がオーバーヒートする悪夢のメカニズム」とまで酷評された。後のMK.IIではラジエーターの装甲カバーを取り除いたり、MK.IIIでは車体後部に空冷用のルーバーを追加したが、根本的な解決には至らなかった。
それでも第二次世界大戦の開戦が迫っていたこともあってイギリス軍部は戦車の数を揃えることに必死だったため、試作車のテストすら行わずにカヴェナンターは制式化され量産化が行われたが、先述の冷却系統のトラブルが多発したこともあり、ごく少数が北アフリカに送られたものの実戦には参加せず、また、オーストラリア軍の装備車輌も少数ビルマ方面に投入されたと記録されているが、もっぱら国内で訓練用として用いられた。しかしそれでも本車は1,700輛近くが生産された。

## バリエーション
Mk.I
Mk.I CS
近接支援 (Close Support) 型。オードナンス QF 3インチ榴弾砲を装備する。
Mk.II
Mk.Iの改修型。多管式オイルクーラーがラジエーター上部に装備された。
Mk.II CS
近接支援 (Close Support) 型。オードナンス QF 3インチ榴弾砲を装備する。
Mk.II観測戦車
砲兵部隊用の観測戦車。ダミーの砲身を装備し、車内にはNo.18無線機とNo.19無線機を装備。
Mk.II指揮戦車
指揮官用の指揮戦車。ダミーの砲身を装備し、車内には2つのNo.19無線機を装備。
Mk.III
Mk.IIの改修型。クラッチと冷却系を改良。
Mk.III CS
近接支援 (Close Support) 型。オードナンス QF 3インチ榴弾砲を装備する。
Mk.IV
Mk.IIをMk.III仕様に改修したもの。
Mk.IV CS
近接支援 (Close Support) 型。オードナンス QF 3インチ榴弾砲を装備する。
Mk.IV観測戦車
砲兵部隊用の観測戦車。ダミーの砲身を装備し、車内にはNo.18無線機とNo.19無線機を装備。
ブリッジレイヤー
架橋戦車。全長34フィート、幅9フィート6インチの橋を架けることが可能。
ARV Mk.I
回収戦車。試作のみ。
AMRA Mk.IC
地雷除去装置 (AMRA:Anti Mine Roller Attachment) 装着型。
Medium A/T 1
カヴェナンターの砲塔とエンジンを流用した、試作水陸両用戦車。A/T 1、A/T 1*（スター）、A/T 1**（ダブルスター）、A/T 1***（トリプルスター）、の4種のヴァリエーションがあった。
- - A/T 1
- - A/T 1* レイアウト

## 登場作品
『World of Tanks』
イギリス軽戦車Covenanterとして登場。